# 塞阿耶
塞阿耶（法語：Séailles，法語發音：[seaj]）是法国热尔省的一个市镇，属于孔东区。

## 地理
塞阿耶（43°44'59"N, 0°6'48"E）面积8.11 平方千米，位于法国奧克西塔尼大區热尔省，该省份为法国西南部内陆省份，北起顺时针与洛特-加龙省、塔恩-加龙省、上加龙省、上比利牛斯省、大西洋比利牛斯省和朗德省接壤。
与塞阿耶接壤的市镇（或旧市镇、城区）包括：阿韦龙-贝尔热勒、代米、埃斯帕、马尔古厄梅梅。

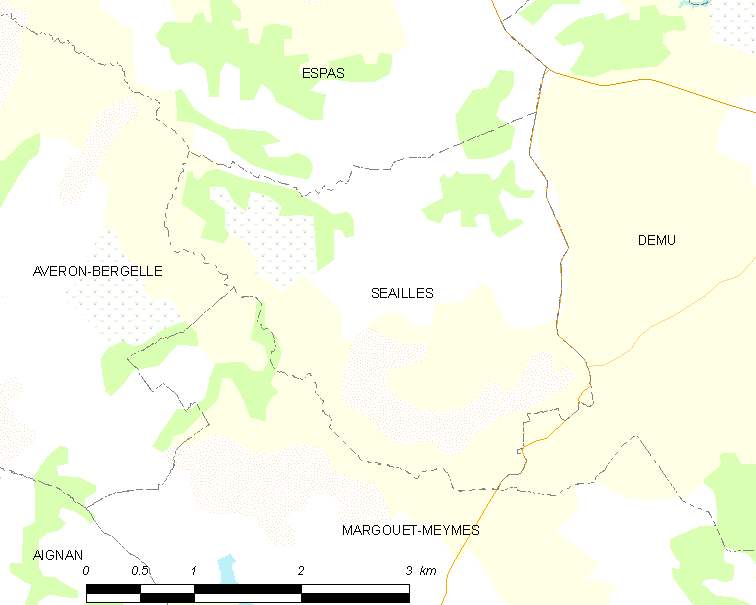
塞阿耶的OSM定位图

塞阿耶的时区为UTC+01:00、UTC+02:00（夏令时）。

## 行政
塞阿耶的邮政编码为32190，INSEE市镇编码为32423。

## 政治
塞阿耶所属的省级选区为弗藏萨克县。

## 人口

1962-2008年间塞阿耶人口变化图示

塞阿耶于2022年1月1日时的人口数量为68人。